# سالي آن جونز
سالي آن فرانسيس جونز (بالإنجليزية: Sally Jones)‏ (17 نوفمبر 1968 - يونيو 2017)، معروفة باسم أم حسين البريطاني ، وكذلك باسم سكينة حسين والأرملة البيضاء.
إرهابية بريطانية وعضوة في تنظيم داعش الإرهابي، يعتقد أنها قد قتلت في يونيو 2017 لكن هذه الأنباء لم يتم تأكيدها رسمياً، وكانت صحيفة الصن البريطانية أول من أعلن خبر مقتلها.

## حياتها
انضمت جونز، وهي من شاتام في مقاطعة كينت، لتنظيم داعش بعد تحولها للإسلام وسفرها لسوريا عام 2013. كانت متزوجة من عضو التنظيم جنيد حسين من برمنغهام، الذي يعتبر أشهر قرصان إلكتروني لدى التنظيم، وقد قُتل بضربة جوية عام 2015. كانت تعمل على تجنيد الفتيات الغربيات للتنظيم وكانت تنشر رسائل تهديد للمسيحيين في بريطانيا.